# Pasagerii (povestire)
„Pasagerii” este o povestire științifico-fantastică a scriitorului american Robert Silverberg. A fost nominalizată la Premiul Hugo pentru cea mai bună povestire în 1970 și a câștigat Premiul Nebula pentru cea mai bună povestire în 1969. 

## Rezumat
Povestea are loc în anul 1987. Timp de trei ani, oamenii de pe Pământ au fost supuși voinței „Pasagerilor” - ființe intangibile care ocupă corpurile umane temporar și fără avertisment și nu fac altceva decât să se joace și să provoace ravagii. Oamenii care sunt „călăriți” sunt ignorați de alții, iar atunci când sunt eliberați, experiența lor, prin convenție socială, este ignorată de toți. Când Pasagerul părăsește corpul gazdă, persoana rămâne fără amintiri despre cât timp a fost călărit. 
Povestea este narată de un bărbat care se trezește după o călărie de trei zile. În mod neobișnuit, el își amintește ce s-a întâmplat: o întâlnire sexuală aleatorie cu o femeie, fiind și ea călărită la vremea respectivă. Din întâmplare, el o întâlnește la doar câteva ore după ce Pasagerul ei a părăsit-o. Luptând împotriva pesimismului omniprezent al lumii (oamenii tind să evite relațiile, deoarece oricine poate fi luat de un Pasager în orice moment), el încearcă să se conecteze cu aceasta. În timp ce abia reușeșete să-i câștige încrederea, el este din nou luat de un Pasager și condus într-un bar din apropiere, unde întâlnește un bărbat și părăsește barul cu el. 

## Vezi și
- 1968 în științifico-fantastic
- Pasagerii (carte)